# Daphnopsis americana
Daphnopsis americana är en tibastväxtart som först beskrevs av P. Mill., och fick sitt nu gällande namn av J.R. Johnston. Daphnopsis americana ingår i släktet Daphnopsis och familjen tibastväxter.

## Underarter
Arten delas in i följande underarter:
- D. a. americana
- D. a. caribaea
- D. a. salicifolia